# Gaudonville
Gaudonville är en kommun i departementet Gers i regionen Occitanien i sydvästra Frankrike. Kommunen ligger i kantonen Saint-Clar som tillhör arrondissementet Condom. År 2022 hade Gaudonville 106 invånare.

## Befolkningsutveckling
Antalet invånare i kommunen Gaudonville
Referens:INSEE